# 170-я танковая бригада
170-я танковая Кировоградская Краснознаменная орденов Суворова, Кутузова бригада — танковая бригада Красной армии в годы Великой Отечественной войны. Сокращённое наименование — 170 тбр.

## Формирование и организация
170-я танковая бригада начала формироваться на основании ддирективы ГШКА № 723499 от 15.02.1942 г. в Московском АБТ центре (Москва, Сокольнический район). Директива НКО № 701500сс от 05.031942 г. 23 апреля 1942 г. присвоено наименование 170-я тбр.
30 апреля 1942 г. подчинена командующими войсками Брянского фронта. 27 июня 1942 г. подчинена 40-й армии Воронежского фронта.
5 октября 1942 г. выведена в резерв Ставки ВГК в район Татищева, где включена в состав 18-го тк.
24 ноября 1942 г. в составе 18-го тк подчинена командующему Юго-Западного фронта.
3 марта 1943 г. в составе 18-го тк подчинена 3-й ТА. 25 марта 1943 г. бригада в составе 18-го тк выведена в резерв Ставки ВГК.
7 июля 1943 г. в составе 18-го тк подчинена 5-й гв. ТА. 13 сентября 1943 г. в составе 18-го тк выведена в резерв Ставки ВГК на доукомплектование в район Харькова.
10 октября 1943 г. в составе 18-го тк 5-й гв. ТА бригад подчинена командующему 2-го Украинского фронта.
25 апреля 1944 г. бригада в составе 18-го тк выведена в резерв 2-го Украинского фронта на доукомплектование.
20 августа 1944 г. бригада в составе 18-го тк вела боевые действия в непосредственном подчинении командующему войсками 2-го Украинского фронта.
4 ноября 1944 г. бригада в составе 18-го тк вошла в подчинение 3-го Украинского фронта.
6 апреля 1945 г. бригада в составе 18-го тк подчинена 6-й гв. ТА.

## Боевой и численный состав
Бригада сформирована по штатам №№ 010/345-010/352 от 15.02.1942 г. (только вместо отб по штату № 010/346 в бригаде были отб по штату 010/394 и 010/397):
- Управление бригады [штат № 010/345]
- 372-й отд. танковый батальон (штат № 010/394)
- 373-й отд. танковый батальон (штат № 010/397)
- Мотострелково-пулеметный батальон [штат № 010/347]
- Противотанковая батарея [штат № 010/348]
- Зенитная батарея [штат № 010/349]
- Рота управления [штат № 010/350]
- Рота технического обеспечения [штат № 010/351]
- Медико-санитарный взвод [штат № 010/352]

Директивой ГШКА № 994214 от 01.10.1942 г. переведена на штаты №№ 010/270-010/277 от 31.07.1942:
- Управление бригады [штат № 010/270]
- 372-й отд. танковый батальон [штат № 010/271]
- 373-й отд. танковый батальон [штат № 010/272]
- Мотострелково-пулеметный батальон [штат № 010/273]
- Истребительно-противотанковая батарея [штат № 010/274]
- Рота управления [штат № 010/275] Рота технического обеспечения [штат № 010/276]
- Медико-санитарный взвод [штат № 010/277]

Директивой ГШ КА № орг/3/2298 от 02.03.1944 г. переведена на штаты №№ 010/500-010/506:
- Управление бригады [штат № 010/500]
- 1-й танковый батальон [штат № 010/501]
- 2-й танковый батальон [штат № 010/501]
- 3-й танковый батальон [штат № 010/501]
- Моторизованный батальон автоматчиков [штат № 010/502]
- Зенитно-пулеметная рота [штат № 010/503]
- Рота управления [штат № 010/504]
- Рота технического обеспечения [штат № 010/505]
- Медсанвзвод [штат № 010/506]

### Численный состав
| Дата            | Объединение                | Личный состав | Типы танков (исправных/неисправных)      | Всего | Примечание                                                          |
| --------------- | -------------------------- | ------------- | ---------------------------------------- | ----- | ------------------------------------------------------------------- |
| 24.04.1942 года | Брянский фронт             | 1 102         | 20 Т-60, 2 МК-2, 24 МК-3                 | 46    | ЦАМО РФ. ф. 38, оп. 11373, д. 150                                   |
| 28.06.1942 года | 40 Армия Воронежский фронт | 1 104         | 20 Т-60, 2 МК-2, 3 МК-3, 3 БТР Универсал | 25    | Танки Ленд-Лиза в Красной Армии. С. 36                              |
| 30.11.1942 года | 18 тк, 5 гв. ТА            | 1 088         | 32 Т-34, 21 Т-70                         | 53    | ЦАМО РФ. ф. 38, оп. 11373, д. 150                                   |
| 05.07.1943 года |                            | 1026          | 32 Т-34, 21 Т-70, 3 БА-64                | 53    | Замулин В. Н. Прохоровка - неизвестное сражение великой войны. с.80 |
| 11.07.1943 года | 18 тк, 5 гв. ТА            |               | 22 Т-34, 17 Т-70                         | 39    | "Красная Армия в победах и поражениях" с. 254                       |

## Подчинение
Периоды вхождения в состав Действующей армии:
- с 01.05.1942 по 04.10.1942 года.
- с 30.11.1942 по 24.03.1943 года.
- с 10.07.1943 по 09.09.1943 года.
- с 07.10.1943 по 09.05.1945 года.

| Дата          | Фронт (округ)             | Армия                          | Корпус               | Дивизия | Бригада | Примечания |
| ------------- | ------------------------- | ------------------------------ | -------------------- | ------- | ------- | ---------- |
| 01.04.1942 г. | Московский военный округ  |                                |                      |         |         |            |
| 01.05.1942 г. | Брянский фронт            |                                |                      |         |         |            |
| 01.06.1942 г. | Брянский фронт            | 40-я Армия                     |                      |         |         |            |
| 01.07.1942 г. | Брянский фронт            | 40-я Армия                     |                      |         |         |            |
| 01.08.1942 г. | Брянский фронт            | 40-я Армия                     |                      |         |         |            |
| 01.09.1942 г. | Брянский фронт            | 40-я армия                     |                      |         |         |            |
| 01.10.1942 г. | Брянский фронт            | 40-я армия                     |                      |         |         |            |
| 01.11.1942 г. | Приволжский военный округ |                                | 18-й танковый корпус |         |         |            |
| 01.12.1942 г. | Юго-западный фронт        |                                | 18-й танковый корпус |         |         |            |
| 01.01.1943 г  | Юго-западный фронт        | 1-я гвардейская армия          | 18-й танковый корпус |         |         |            |
| 01.02.1943 г  | Юго-западный фронт        |                                | 18-й танковый корпус |         |         |            |
| 01.03.1943 г. | Юго-западный фронт        | 1-я гвардейская армия          | 18-й танковый корпус |         |         |            |
| 01.04.1943 г. | РВГК                      |                                | 18-й танковый корпус |         |         |            |
| 01.05.1943 г. | Степной военный округ     |                                | 18-й танковый корпус |         |         |            |
| 01.06.1943 г. | Степной военный округ     |                                | 18-й танковый корпус |         |         |            |
| 01.07.1943 г  | РВГК                      |                                | 18-й танковый корпус |         |         |            |
| 01.08.1943 г. | Воронежский фронт         | 5-я гвардейская танковая армия | 18-й танковый корпус |         |         |            |
| 01.09.1943 г. | Степной военный округ     | 5-я гвардейская танковая армия | 18-й танковый корпус |         |         |            |
| 01.10.1943 г. | РВГК                      | 5-я гвардейская танковая армия | 18-й танковый корпус |         |         |            |
| 01.11.1943 г  | 2-й Украинский фронт      | 5-я гвардейская танковая армия | 18-й танковый корпус |         |         |            |
| 01.12.1943 г  | 2-й Украинский фронт      | 5-я гвардейская танковая армия | 18-й танковый корпус |         |         |            |
| 01.01.1944 г  | 2-й Украинский фронт      | 5-я гвардейская танковая армия | 18-й танковый корпус |         |         |            |
| 01.02.1944 г  | 2-й Украинский фронт      | 5-я гвардейская танковая армия | 18-й танковый корпус |         |         |            |
| 01.03.1944 г  | 2-й Украинский фронт      | 5-я гвардейская танковая армия | 18-й танковый корпус |         |         |            |
| 01.01.1944 г  | 2-й Украинский фронт      | 5-я гвардейская танковая армия | 18-й танковый корпус |         |         |            |
| 01.02.1944 г  | 2-й Украинский фронт      | 5-я гвардейская танковая армия | 18-й танковый корпус |         |         |            |
| 01.03.1944 г  | 2-й Украинский фронт      | 5-я гвардейская танковая армия | 18-й танковый корпус |         |         |            |
| 01.04.1944 г  | 2-й Украинский фронт      | 5-я гвардейская танковая армия | 18-й танковый корпус |         |         |            |
| 01.04.1944 г  | 2-й Украинский фронт      | 5-я гвардейская танковая армия | 18-й танковый корпус |         |         |            |
| 01.05.1944 г  | 2-й Украинский фронт      | 5-я гвардейская танковая армия | 18-й танковый корпус |         |         |            |
| 01.06.1944 г  | 2-й Украинский фронт      |                                | 18-й танковый корпус |         |         |            |
| 01.07.1944 г  | 2-й Украинский фронт      |                                | 18-й танковый корпус |         |         |            |
| 01.08.1944 г  | 2-й Украинский фронт      |                                | 18-й танковый корпус |         |         |            |
| 01.09.1944 г  | 2-й Украинский фронт      | 6-я танковая армия             | 18-й танковый корпус |         |         |            |
| 01.10.1944 г  | 2-й Украинский фронт      | 53-я армия                     | 18-й танковый корпус |         |         |            |
| 01.11.1944 г  | 2-й Украинский фронт      |                                | 18-й танковый корпус |         |         |            |
| 01.12.1944 г  | 3-й Украинский фронт      |                                | 18-й танковый корпус |         |         |            |
| 01.01.1945 г  | 3-й Украинский фронт      |                                | 18-й танковый корпус |         |         |            |
| 01.02.1945 г  | 3-й Украинский фронт      |                                | 18-й танковый корпус |         |         |            |
| 01.03.1945 г  | 3-й Украинский фронт      |                                | 18-й танковый корпус |         |         |            |
| 01.04.1945 г  | 3-й Украинский фронт      |                                | 18-й танковый корпус |         |         |            |
| 01.05.1945 г  | 3-й Украинский фронт      |                                | 18-й танковый корпус |         |         |            |

## Командиры

### Командиры бригады
- Мельник Никифор Дементьевич,  врид, майор, 00.02.1942 - 00.04.1942 года[1]
- Рудой Михаил Иванович, подполковник (16.06.1942 пропал без вести - ОБД),09.04.1942 - 15.06.1942 года.[2]
- Пузырёв, Вячеслав Алексеевич, майор,врио, 16.06.1942 - 26.08.1942 года.[3]
- Еремеев, Борис Романович, врио, полковник,00.08.1942 - 00.09.1942 года.[4]
- Дурнев Сергей Алексеевич, полковник, ид,21.09.1942 - 25.11.1942 года[5]
- Дурнев, Сергей Алексеевич, полковник (18.01.1943 погиб и бою - ОБД).25.11.1942 - 18.01.1943 года.
- Секунда, Наум Маркович, подполковник,00.02.1943 года.[6]
- Еремеев, Борис Романович, полковник 22.02.1943 - 07.05.1943 года.
- Тарасов, Василий Дмитриевич, подполковник ид, (13.07.1943 погиб и бою - ОБД), 08.05.1943 - 13.07.1943 года.[7][8]
- Молчанов Василий Степанович, врид,майор,13.07.1943 - 14.07.1943 года.[9]
- Казаков Андрей Иосифович, подполковник, ид,(07.08.1943 погиб и бою - ОБД),14.07.1943 - 07.08.1943 года.[10]
- Чунихин Николай Петрович, полковник,ид,08.08.1943 - 08.10.1943 года.
- Чунихин, Николай Петрович, полковник,08.10.1943 - 00.06.1945 года.[11]

### Начальники штаба бригады
- Поляков Дмитрий Иванович, майор (погиб 05.07.1942, пропал без вести - 04.07.1942 - ОБД) с весны 1942 года
- Пузырев Вячеслав Алексеевич, ид,майор,26.08.1942 - 00.01.1943 года
- Чунихин, Николай Петрович, подполковник, 31.05.1943 - 08.10.1943 года
- Гусаков, майор [12]
- Пирогов Иван Никитович, майор[13]
- Смирнов, Владимир Иванович, подполковник,05.05.1944 - 19.07.1944 года[14]
- Левин Семен Бенцианович, подполковник, 00.04.1944 - 00.01.1945 года.[15]

### Заместитель командира бригады по строевой части
- Мельник Никифор Дементьевич, майор,00.02.1942 - 00.04.1942 года.
- Шестак Николай Фёдорович, подполковник (погиб 05.07.1942 - ОБД)с весны 1942 года.
- Пузырев Вячеслав Алексеевич, майор,00.06.1942 - 00.01.1943 года.
- Еремеев Борис Романович, подполковник,на декабрь.1942 года.
- Молчанов Василий Степанович, майор, 00.05.1943 - 06.03.1944 года
- Панов Вениамин Михайлович, майор  на 09.1944 года.

### Начальник политотдела, заместитель командира по политической части
- Ляменков, Павел Евлампиевич, ст. батальон. комиссар,9.03.1942 - 25.11.1942 года.[16]
- Лысенко Николай Емельянович, полковой комиссар (убит 18.01.1943 - ОБД),05.12.1942 - 25.12.1942 года.[17]
- Перцев Алексей Ефимович, подполковник 29.01.1942 - 16.06.1943 года.[18]

## Отличившиеся воины
| Награда | Ф. И.О                        | Звание            | Должность                                                                 | Дата награждения      | Примечания                          |
| ------- | ----------------------------- | ----------------- | ------------------------------------------------------------------------- | --------------------- | ----------------------------------- |
|         | Лобанов, Андрей Григорьевич   | старший лейтенант | командир роты 373-го танкового батальона 170-й танковой бригады           | 4 февраля 1943 года   | посмертно                           |
|         | Никифоров, Степан Никифорович | старший лейтенант | командир роты 373-го танкового батальона 170-й танковой бригады           | 4 февраля 1943 года   | посмертно                           |
|         | Панфилов, Дмитрий Иванович    | младший лейтенант | командир танкового взвода 2-го танкового батальона 170-й танковой бригады | 24 марта 1945 года    |                                     |
|         | Пономаренко, Виктор Иванович  | младший лейтенант | командир взвода танков Т-34 170-й танковой бригады                        | 13 сентября 1944 года |                                     |
|         | Рязанцев, Николай Дмитриевич  | лейтенант         | командир взвода танков 1-го танкового батальона 170-й танковой бригады    | 24 марта 1945 года    | пропал без вести в январе 1945 года |

## Награды и наименования
| Награда, наименование                  | Дата                                        | За что получена |
| -------------------------------------- | ------------------------------------------- | --- |
| Орден Красного Знамени                 | Указ Президиума ВС СССР от 08.04.1944 года. | За образцовое выполнение заданий командования при форсировании Днестра, овладении городом и важным железнодорожным узлом Бельцы, выход на государственную границу и проявленные при этом доблесть и мужество. |
| Почётное наименование "Кировоградская" | Приказ ВГК от 08.11.1944 года.              | В ознаменование одержанной победы и отличие в боях при освобождении г. Кировоград. |
| Орден Суворова II степени              | Указ Президиума ВС СССР от 05.04.1945 года. | За образцовое выполнение заданий командования в боях с немецкими захватчиками при овладении города Будапешт и проявленные при этом доблесть и мужество                                                        |
| Орден Кутузова II степени              | Указ Президиума ВС СССР от 15.09.1944 года. | За образцовое выполнение заданий командования в боях с немецкими захватчиками, за овладение городом Кишинев и проявленные при этом доблесть и мужество                                                        |